# Hidracid

Acidul clorhidric este cel mai comun hidracid: conține un atom de clor și unul de hidrogen

Denumirea de hidracid face referire la un compus anorganic binar care conține unul sau doi atomi de hidrogen și un atom al unui element nemetalic (poate fi halogen, calcogen, sau un alt nemetal sau o grupare poliatomică pseudohalogen),  având astfel formula generală HnX (unde n reprezintă valența nemetalului).

## Nomenclatură
Denumirea hidracizilor e formată prin adăugarea terminației hidric la numele nemetalului/pseudohalogenului pe are îl conține („acid nume nemetal + hidric”).
- HF (aq) (Acid fluorhidric)
- HBr (aq) (Acid bromhidric)
- HI (aq) (Acid iodhidric)
- HCl (aq) (Acid clorhidric)

- H2S (aq) (Acid sulfhidric)
- H2Se (aq) (Acid selenhidric)
- H2Te (aq) (Acid telurhidric)